# Law & Order: Criminal Intent
Law & Order: Criminal Intent is een Amerikaanse televisieserie van NBC die gaat over de Major Case Squad in New York. De serie is de tweede spin-off van het misdaaddrama Law & Order. In Amerika kende de serie op 30 september 2001 haar première. In Nederland zenden FOX en 13th Street de serie uit. Jeff Goldblum, Saffron Burrows en Mary Elizabeth Mastrantonio spelen de hoofdrollen.
Het programma kent de laagste kijkcijfers van de Law & Order-series. Tijdens seizoen 3 was het de bestbekeken versie van Law and Order en versloeg de serie op dezelfde avonden Alias en The Sopranos. In seizoen 4 zag Criminal Intent de serie Desperate Housewives tegenover zich geprogrammeerd en daalden de kijkcijfers.
Vanwege oververmoeidheid van D'Onofrio werd vanaf seizoen 5 Chris Noth aangetrokken. Vanaf dat seizoen wordt de ene week een verhaallijn gevolgd van D'Onofrio/Erbe en de andere week van Noth/Sciorra. De afleveringen met Noth haalden aanmerkelijk minder kijkers dan die met D'Onofrio. In Seizoen 6 werd Sciorra vervangen door Nicholson en in seizoen 8 werd Noth vervangen door Goldblum als Detective Zach Nichols.
Op 14 mei 2007 werd duidelijk dat er zevende seizoen kwam. Deze afleveringen waren niet meer bij NBC te zien, maar bij USA Network. NBC herhaalde daarna de serie. Inmiddels is seizoen 8 in Amerika uitgezonden.

## 2010
In maart 2010 begon het negende seizoen in de Verenigde Staten. Mary Elizabeth Mastrantonio verving hierin Eric Bogosian als Hoofd Commissaris Zoe Callas. Aan het einde van een twee uur durende seizoenspremière verlieten Vincent D'Onofrio en Kathryn Erbe de serie. Commissaris Danny Ross werd in het eerste deel van de dubbele aflevering vermoord. Jeff Goldblum kreeg de leidende rol in de serie en werd hierbij vergezeld door partner Serena Stevens, gespeeld door Saffron Burrows.
Na afloop van het negende seizoen kondigde Goldblum aan in augustus 2010 de serie te verlaten. USA Network had de optie op contractverlenging laten verlopen per 31 juli 2010. Dit betekende dat alle hoofdrolspelers de serie hadden verlaten. Enkele maanden later werd aangekondigd dat er een seizoen 10 zou worden opgenomen. Hierin keerden Vincent D'Onofrio en Kathryn Erbe terug als Goren en Eames.

## Trivia
- Het karakter Robert Goren (D'Onofrio) is gebaseerd op Sherlock Holmes.
- Criminal Intent is gedeeltelijk geïnspireerd op een andere NBC-serie: Columbo
- Een geplande miniserie samen met de cast van het originele Law & Order en SVU ging door de gebeurtenissen van 9/11 niet door. Deze miniserie zou handelen over een terroristische aanslag met biochemische wapens.
- D'Onofrio's echte vader, Gene D'Onofrio, speelt een kleine rol in de aflevering "Slither".